# Olympische Sommerspiele 2008/Leichtathletik – Speerwurf (Frauen)

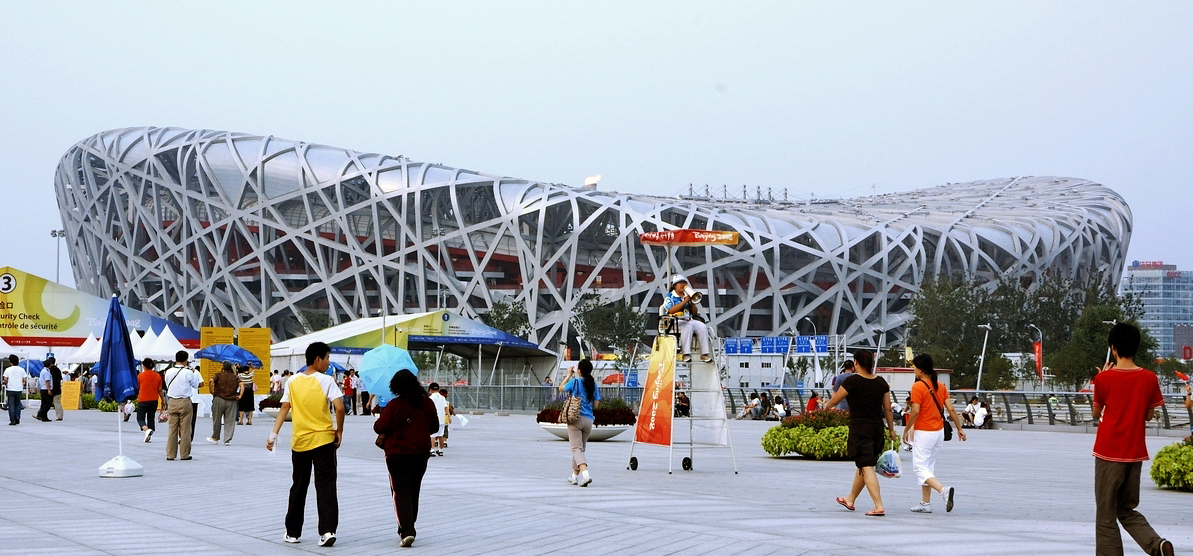
Das Vogelnest – Olympiastadion von Peking

Der Speerwurf bei den Olympischen Spielen 2008 in Peking wurde am 19. und 21. August 2008 ausgetragen. 54 Athletinnen nahmen teil.
Olympiasiegerin wurde Barbora Špotáková aus Tschechien. Die Deutsche Christina Obergföll gewann die Silbermedaille, Bronze ging an die Britin Goldie Sayers.

## Aktuelle Titelträgerinnen
| Olympiasiegerin 2004                       | Osleidys Menéndez ( Kuba)       | 71,53 m | Athen 2004          |
| Weltmeisterin 2007                         | Barbora Špotáková ( Tschechien) | 67,07 m | Ōsaka 2007          |
| Europameisterin 2006                       | Steffi Nerius ( Deutschland)    | 65,82 m | Göteborg 2006       |
| Panamerikanische Meisterin 2007            | Osleidys Menéndez ( Kuba)       | 62,34 m | Rio de Janeiro 2007 |
| Zentralamerika- und Karibik-Meisterin 2008 | Laverne Eve ( Bahamas)          | 56,36 m | Cali 2008           |
| Südamerika-Meisterin 2007                  | Alessandra Resende ( Brasilien) | 57,75 m | São Paulo 2007      |
| Asienmeisterin 2007                        | Buoban Pamang ( Thailand)       | 58,35 m | Amman 2007          |
| Afrikameisterin 2008                       | Sunette Viljoen ( Südafrika)    | 55,17 m | Addis Abeba 2008    |
| Ozeanienmeisterin 2008                     | Milika Tuivanuavou ( Fidschi)   | 39,36 m | Saipan 2008         |

## Rekorde

### Bestehende Rekorde
| Weltrekord         | 71,70 m | Osleidys Menéndez ( Kuba) | Helsinki, Finnland            | 14. August 2005 |
| Olympischer Rekord | 71,53 m | Osleidys Menéndez ( Kuba) | Finale OS Athen, Griechenland | 25. August 2004 |

Der bestehende olympische Rekord wurde bei diesen Spielen nicht erreicht. Die tschechische Olympiasiegerin Barbora Špotáková verfehlte diesen Rekord mit ihren 71,42 m allerdings nur um elf Zentimeter. Auch zum Weltrekord fehlten ihr lediglich 28 Zentimeter.

### Rekordverbesserungen
Es gab einen Kontinentalrekord und darüber hinaus zwei neue Landesrekorde.
- Kontinentalrekord:
  - 71,42 m (Europarekord) – Barbora Špotáková (Tschechien), Finale am 21. August, sechster Versuch
- Landesrekorde:
  - 60,13 m – Sinta Ozoliņa (Lettland), Qualifikation am 19. August, erster Versuch
  - 65,75 m – Goldie Sayers (Großbritannien), Finale am 21. August, erster Versuch

## Doping
Wie alle Stoß- und Wurfdisziplinen der Frauen bei diesen Spielen hatte auch der Speerwurf seinen Dopingfall. Der Russin Marija Abakumowa – zunächst Zweite – wurde bei Nachkontrollen ihrer Dopingprobe die Einnahme von Turinabol nachgewiesen. Daraufhin entschied das IOC im September 2016 auf Aberkennung ihrer Silbermedaille.
Die im Finale nach ihr platzierten Sportlerinnen rückten in der offiziellen Wertung jeweils einen Platz nach vorne.
Betroffen von diesem Betrug waren folgende drei Athletinnen.
- Goldie Sayers, Großbritannien – Sie erhielt acht Jahre nach diesem Wettbewerb ihre Bronzemedaille, musste also über einen langen Zeitraum davon ausgehen, medaillenlos geblieben zu sein. Außerdem konnte sie nicht an der Siegerehrung teilnehmen.
- Mercedes Chilla, Spanien – Ihr hätten auf Rang acht im Finale drei weitere Versuche zugestanden.
- Justine Robbeson, Südafrika – Sie wäre über ihre Platzierung im Finale startberechtigt gewesen.

## Legende
Kurze Übersicht zur Bedeutung der Symbolik – so üblicherweise auch in sonstigen Veröffentlichungen verwendet:
| – | verzichtet |
| x | ungültig   |

## Qualifikation
Acht Athletinnen (hellblau unterlegt) übertrafen die direkte Finalqualifikationsweite von 61,50 m. Damit war die Mindestanzahl von zwölf Finalteilnehmerinnen nicht erreicht und das Finalfeld wurde mit den vier nächstbesten Starterinnen beider Gruppen (hellgrün unterlegt) auf zwölf Wettbewerberinnen aufgefüllt. So mussten schließlich 60,13 m für die Finalteilnahme erbracht werden. Zu den acht direkt für das Finale qualifizierten Werferinnen gehörte auch die Dopingbetrügerin Marija Abakumowa, sodass schließlich nur elf Athletinnen in die Finalwertung kamen.

### Gruppe A

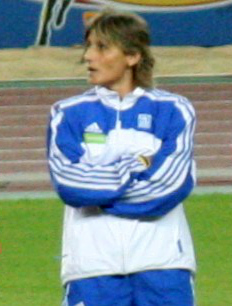
Savva Lika – ausgeschieden mit 59,11 m

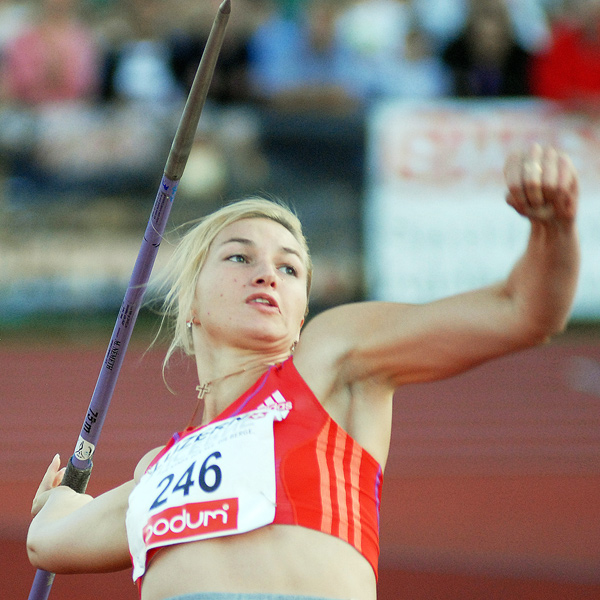
Wera Rebrik – ausgeschieden mit 59,05 m

19. August 2008, 9:00 Uhr
| Platz | Name                   | Nation              | 1. Versuch | 2. Versuch | 3. Versuch | Weite   | Anmerkung                               |
| ----- | ---------------------- | ------------------- | ---------- | ---------- | ---------- | ------- | --------------------------------------- |
| 1     | Barbora Špotáková      | Tschechien          | 67,69 m    | –          | –          | 67,69 m |                                         |
| 2     | Steffi Nerius          | Deutschland         | 59,15 m    | 59,74 m    | 63,94 m    | 63,94 m |                                         |
| 3     | Mercedes Chilla        | Spanien             | 56,98 m    | 61,81 m    | –          | 61,81 m |                                         |
| 4     | Zhang Li               | Volksrepublik China | 58,30 m    | 61,77 m    | –          | 61,77 m |                                         |
| 5     | Osleidys Menéndez      | Kuba                | 60,51 m    | x          | 60,41 m    | 60,51 m |                                         |
| 6     | Sinta Ozoliņa          | Lettland            | 60,13 m    | x          | 58,62 m    | 60,13 m | NR                                      |
| 7     | Urszula Piwnicka       | Polen               | 51,33 m    | 52,99 m    | 59,28 m    | 59,28 m |                                         |
| 8     | Savva Lika             | Griechenland        | 56,44 m    | 58,59 m    | 59,11 m    | 59,11 m |                                         |
| 9     | Wera Rebrik            | Ukraine             | 55,77 m    | 57,12 m    | 59,05 m    | 59,05 m |                                         |
| 10    | Chang Chunfeng         | Volksrepublik China | 58,42 m    | x          | x          | 58,42 m |                                         |
| 11    | Nikolett Szabó         | Ungarn              | 56,98 m    | 57,15 m    | x          | 57,15 m |                                         |
| 12    | Natallia Shymchuk      | Belarus             | 55,56 m    | 57,11 m    | x          | 57,11 m |                                         |
| 13    | Sílvia Cruz            | Portugal            | 54,65 m    | 57,06 m    | x          | 57,06 m |                                         |
| 14    | Alessandra Resende     | Brasilien           | 54,05 m    | 56,53 m    | 54,32 m    | 56,53 m |                                         |
| 15    | Inga Stasiulionytė     | Litauen             | 55,66 m    | x          | 55,34 m    | 55,66 m |                                         |
| 16    | Sunette Viljoen        | Südafrika           | 53,14 m    | 55,58 m    | 53,82 m    | 55,58 m |                                         |
| 17    | Anastasiya Svechnikova | Usbekistan          | 55,31 m    | x          | 48,71 m    | 55,31 m |                                         |
| 18    | Martina Ratej          | Slowenien           | 55,30 m    | 51,56 m    | 53,24 m    | 55,30 m |                                         |
| 19    | Zuleima Araméndiz      | Kolumbien           | 51,30 m    | 54,71 m    | x          | 54,71 m |                                         |
| 20    | Monica Stoian          | Rumänien            | x          | 54,56 m    | x          | 54,56 m |                                         |
| 21    | Kara Patterson         | USA                 | 54,30 m    | 50,35 m    | 54,39 m    | 54,39 m |                                         |
| 22    | Nadeeka Lakmali        | Sri Lanka           | x          | 53,48 m    | 54,28 m    | 54,28 m |                                         |
| 23    | Christina Scherwin     | Dänemark            | 53,95 m    | x          | x          | 53,95 m |                                         |
| 24    | Kim Kyung-ae           | Südkorea            | 51,46 m    | 48,00 m    | 53,13 m    | 53,13 m |                                         |
| 25    | María González         | Venezuela           | 48,37 m    | 50,51 m    | 42,32 m    | 50,51 m |                                         |
| NM    | Zahra Bani             | Italien             | x          | x          | x          | ogV     |                                         |
| DOP   | Marija Abakumowa       | Russland            | 61,23 m    | 63,48 m    | –          | 63,48 m | im Finale dabei, später disqualifiziert |

Weitere in Qualifikationsgruppe A ausgeschiedene Speerwerferinnen:

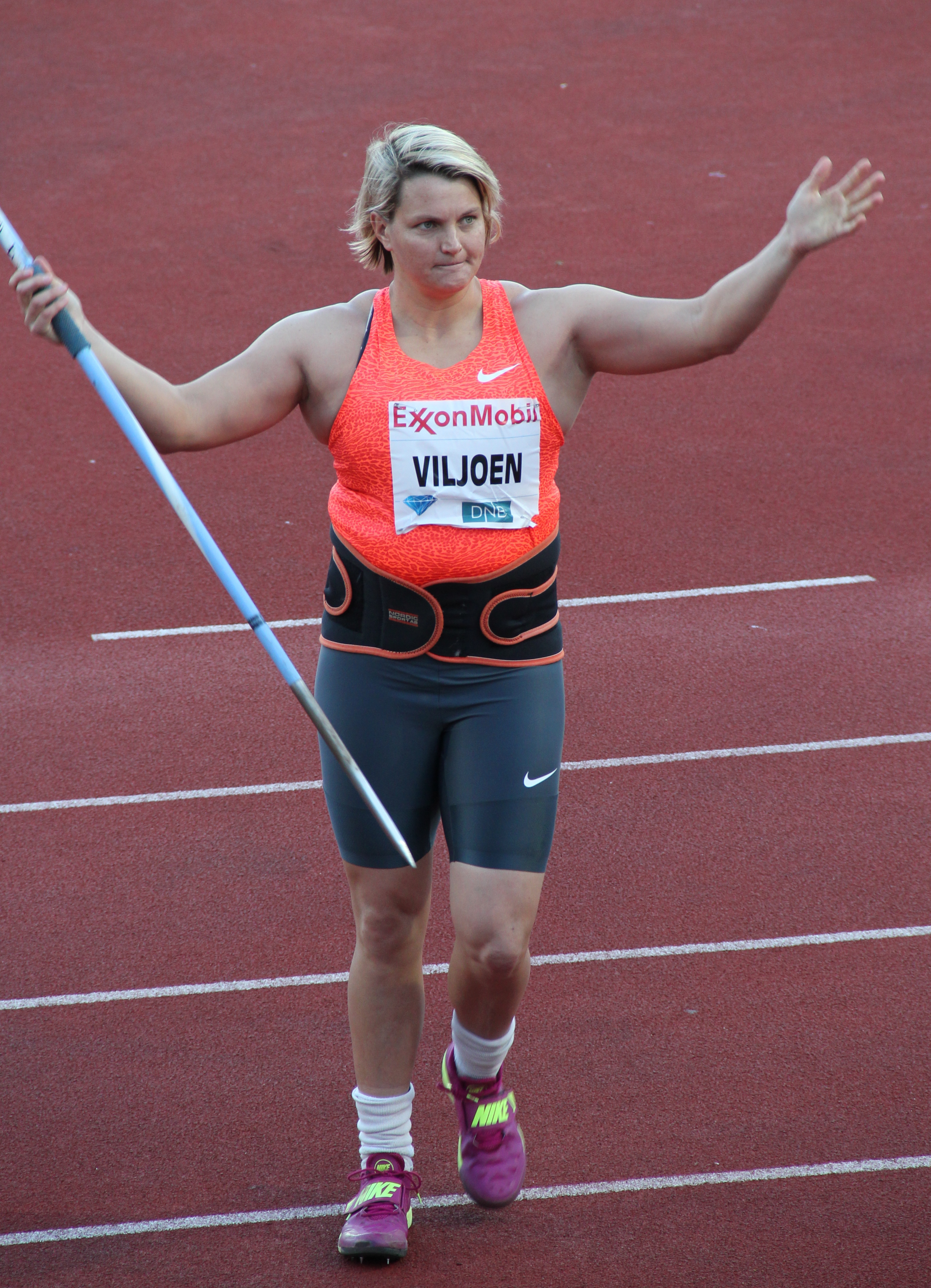
Sunette Viljoen – 55,58 m
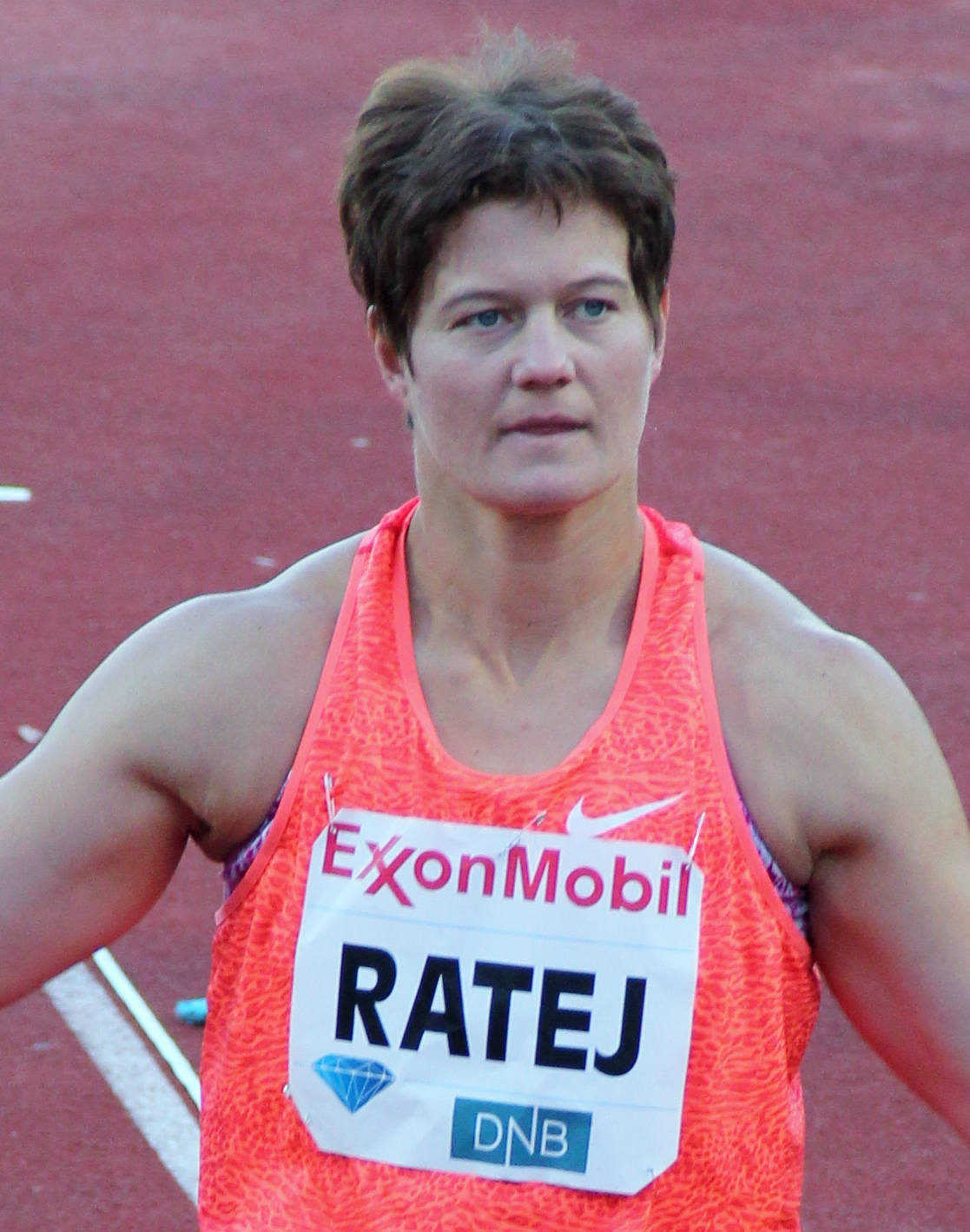
Martina Ratej – 55,30 m
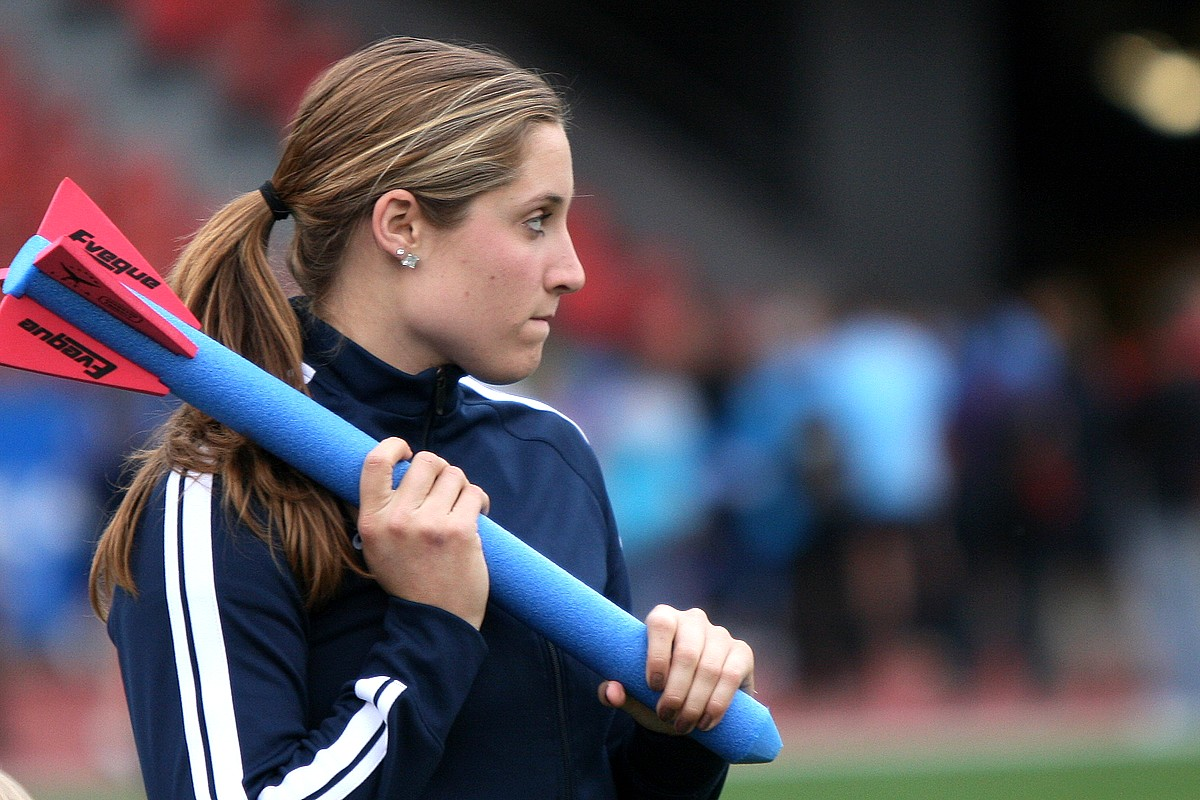
Kara Patterson – 54,39 m
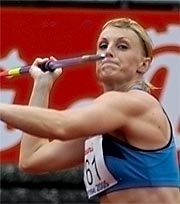
Christina Scherwin – 53,95 m
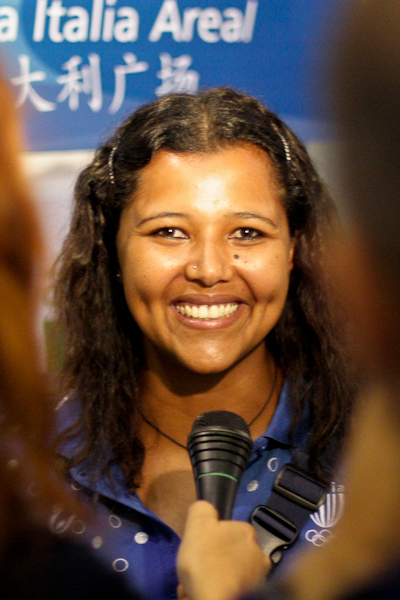
Zahra Bani – kein gültiger Wurf

### Gruppe B

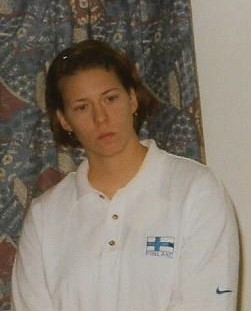
Mikaela Ingberg – ausgeschieden mit 58,82 m

19. August 2008, 10:40 Uhr
| Platz | Name                   | Nation              | 1. Versuch | 2. Versuch | 3. Versuch | Weite   | Anmerkung                              |
| ----- | ---------------------- | ------------------- | ---------- | ---------- | ---------- | ------- | -------------------------------------- |
| 1     | Christina Obergföll    | Deutschland         | 67,52 m    | –          | –          | 67,52 m |                                        |
| 2     | Goldie Sayers          | Großbritannien      | 60,79 m    | 62,99 m    | –          | 62,99 m |                                        |
| 3     | Barbara Madejczyk      | Polen               | 62,81 m    | –          | –          | 62,81 m |                                        |
| 4     | Katharina Molitor      | Deutschland         | 55,65 m    | 53,50 m    | 60,92 m    | 60,92 m |                                        |
| 5     | Felicia Țilea-Moldovan | Rumänien            | 53,25 m    | 55,89 m    | 60,81 m    | 60,81 m |                                        |
| 6     | Justine Robbeson       | Südafrika           | 56,75 m    | 54,26 m    | 59,63 m    | 59,63 m | eigentlich für das Finale qualifiziert |
| 7     | Mikaela Ingberg        | Finnland            | 55,71 m    | 58,82 m    | 58,36 m    | 58,82 m |                                        |
| 8     | Yanet Cruz             | Kuba                | 58,06 m    | 57,15 m    | 57,03 m    | 58,06 m |                                        |
| 9     | Laverne Eve            | Bahamas             | 55,22 m    | 57,36 m    | 55,15 m    | 57,36 m |                                        |
| 10    | Jarmila Klimešová      | Tschechien          | 52,18 m    | 57,25 m    | x          | 57,25 m |                                        |
| 11    | Olha Ivankova          | Ukraine             | 55,63 m    | 51,98 m    | 57,05 m    | 57,05 m |                                        |
| 12    | Moonika Aava           | Estland             | x          | 56,94 m    | x          | 56,94 m |                                        |
| 13    | Buoban Pamang          | Thailand            | 53,69 m    | x          | 56,35 m    | 56,35 m |                                        |
| 14    | Lindy Leveau-Agricole  | Seychellen          | 56,32 m    | 55,90 m    | 50,74 m    | 56,32 m |                                        |
| 15    | Erma-Gene Evans        | St. Lucia           | 46,79 m    | 54,60 m    | 56,27 m    | 56,27 m |                                        |
| 16    | Maryna Nowik           | Belarus             | 56,10 m    | x          | 53,48 m    | 56,10 m |                                        |
| 17    | Olivia McKoy           | Jamaika             | 55,51 m    | x          | 55,51 m    | 55,51 m |                                        |
| 18    | Tetjana Ljachowytsch   | Ukraine             | 55,50 m    | x          | 53,59 m    | 55,50 m |                                        |
| 19    | Kim Kreiner            | USA                 | 55,13 m    | 53,81 m    | 53,48 m    | 55,13 m |                                        |
| 20    | Song Dan               | Volksrepublik China | 53,11 m    | 54,32 m    | x          | 54,32 m |                                        |
| 21    | Alexandra Tsisiou      | Zypern              | 53,24 m    | x          | 47,18 m    | 53,24 m |                                        |
| 22    | Mariya Yakovenko       | Russland            | 47,90 m    | 51,67 m    | 50,49 m    | 51,67 m |                                        |
| 23    | Serafina Akeli         | Samoa               | 47,83 m    | 42,78 m    | 49,26 m    | 49,26 m |                                        |
| 24    | Ásdís Hjálmsdóttir     | Island              | x          | x          | 48,59 m    | 48,59 m |                                        |
| 25    | Leryn Franco           | Paraguay            | 45,34 m    | x          | 43,77 m    | 45,34 m |                                        |
| 26    | Rumjana Karapetrowa    | Bulgarien           | 40,15 m    | x          | x          | 40,15 m |                                        |
| NM    | Tatyana Elaka          | Serbien             | x          | x          | x          | ogV     |                                        |

Weitere in Qualifikationsgruppe B ausgeschiedene Speerwerferinnen:

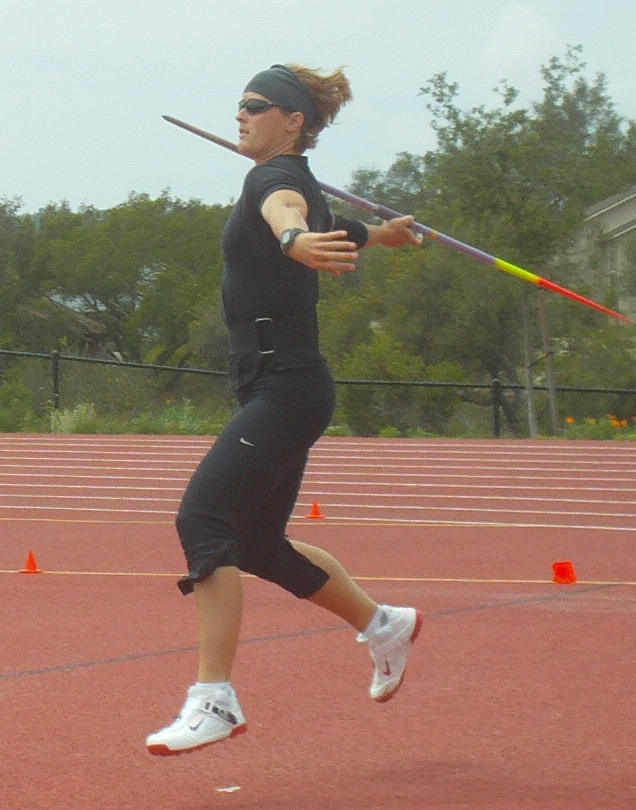
Kim Kreiner – 55,13 m
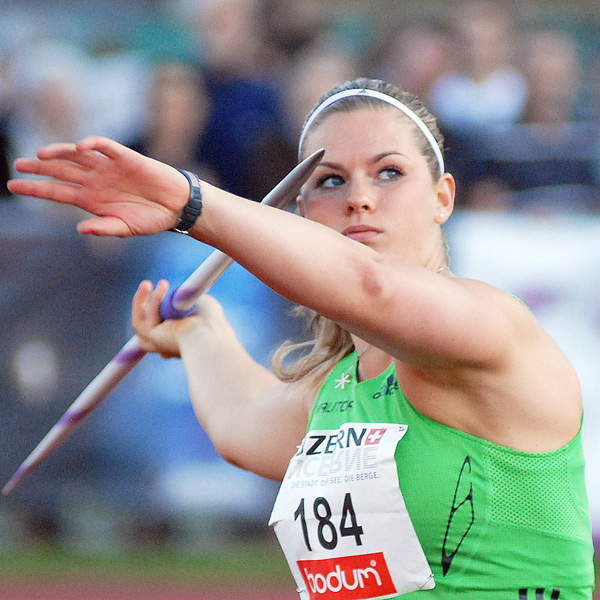
Ásdís Hjálmsdóttir – 48,59 m
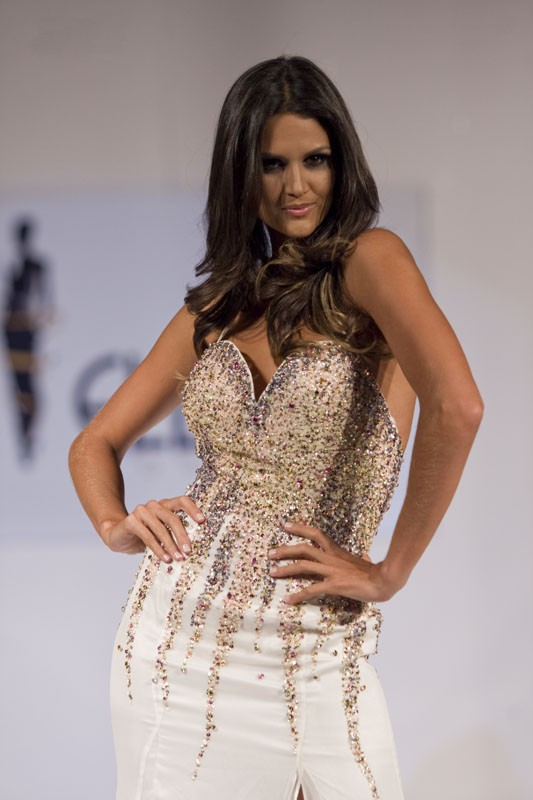
Leryn Franco – 45,34 m

## Finale
21. August 2008, 19:20 Uhr
| Platz | Name                   | Nation              | 1. Versuch | 2. Versuch | 3. Versuch | 4. Versuch                                             | 5. Versuch                                             | 6. Versuch                                             | Endresultat | Anmerkung                        |
| ----- | ---------------------- | ------------------- | ---------- | ---------- | ---------- | ------------------------------------------------------ | ------------------------------------------------------ | ------------------------------------------------------ | ----------- | -------------------------------- |
| 1     | Barbora Špotáková      | Tschechien          | 69,62 m    | 67,04 m    | x          | 64,92 m                                                | x                                                      | 71,42 m                                                | 71,42 m     | ER                               |
| 2     | Christina Obergföll    | Deutschland         | 66,13 m    | x          | 63,34 m    | x                                                      | x                                                      | x                                                      | 66,13 m     |                                  |
| 3     | Goldie Sayers          | Großbritannien      | 65,75 m    | 59,40 m    | 62,92 m    | 59,72 m                                                | 65,03 m                                                | 56,83 m                                                | 65,75 m     | NR                               |
| 4     | Steffi Nerius          | Deutschland         | 64,05 m    | 62,25 m    | 59,97 m    | x                                                      | x                                                      | 65,29 m                                                | 65,29 m     |                                  |
| 5     | Osleidys Menéndez      | Kuba                | 63,35 m    | x          | x          | x                                                      | x                                                      | x                                                      | 63,35 m     |                                  |
| 6     | Barbara Madejczyk      | Polen               | 58,74 m    | 59,16 m    | 58,67 m    | x                                                      | 58,21 m                                                | 62,02 m                                                | 62,02 m     |                                  |
| 7     | Katharina Molitor      | Deutschland         | 53,19 m    | 57,37 m    | 59,64 m    | 58,81 m                                                | 56,72 m                                                | 57,00 m                                                | 59,64 m     |                                  |
|       |                        |                     |            |            |            |                                                        |                                                        |                                                        |             |                                  |
| 8     | Mercedes Chilla        | Spanien             | x          | 57,94 m    | 58,13 m    | eigentlich für das Finale der besten Acht qualifiziert | eigentlich für das Finale der besten Acht qualifiziert | eigentlich für das Finale der besten Acht qualifiziert | 58,13 m     |                                  |
| 9     | Zhang Li               | Volksrepublik China | 54,69 m    | x          | 56,14 m    | nicht im Finale der besten acht Werferinnen            | nicht im Finale der besten acht Werferinnen            | nicht im Finale der besten acht Werferinnen            | 56,14 m     |                                  |
| 10    | Sinta Ozoliņa          | Lettland            | 50,67 m    | 53,38 m    | 52,23 m    | nicht im Finale der besten acht Werferinnen            | nicht im Finale der besten acht Werferinnen            | nicht im Finale der besten acht Werferinnen            | 53,38 m     |                                  |
| 11    | Felicia Țilea-Moldovan | Rumänien            | 53,04 m    | x          | 52,80 m    | nicht im Finale der besten acht Werferinnen            | nicht im Finale der besten acht Werferinnen            | nicht im Finale der besten acht Werferinnen            | 53,04 m     |                                  |
| DOP   | Marija Abakumowa       | Russland            | 69,32 m    | 69,08 m    | x          | 67,52 m                                                | x                                                      | 70,78 m                                                | 70,78 m     | disqualifiziert nach acht Jahren |

Für das Finale hatten sich zwölf Athletinnen qualifiziert, acht von ihnen über die Qualifikationsweite, weitere vier über ihre Platzierungen. Vertreten waren drei Deutsche sowie je eine Teilnehmerin aus China, Großbritannien, Kuba, Lettland, Polen, Rumänien, Russland, Spanien und Tschechien. Unter ihnen war die Russin Marija Abakumowa, deren Resultat im Jahre 2016 wegen Dopingmissbrauchs annulliert wurde.
Es gab vier Athletinnen, die bei den großen Meisterschaften der letzten Jahre herausgeragt hatten und die auch hier in Peking die Haupt-Favoritinnen waren. Dabei handelte es sich um die Olympiasiegerin von 2004 und Weltmeisterin von 2005 Osleidys Menéndez aus Kuba, die auch Inhaberin des Weltrekords war, die Tschechin Barbora Špotáková als Weltmeisterin von 2007 und Vizeeuropameisterin von 2006 sowie die beiden Deutschen Steffi Nerius als Olympiazweite von 2004 / Europameisterin von 2006 / WM-Dritte von 2005/2007 und Christina Obergföll als Vizeweltmeisterin von 2005/2007 / EM-Vierte von 2006.
Im Finale gab es gleich in Durchgang eins große Weiten. Der gedopten Abakumowa gelangen 69,32 m und Špotáková kam auf 69,22 m, womit die beiden deutlich führten. Obergföll war Dritte mit 66,13 m vor der Britin Goldie Sayers (65,75 m – Landesrekord), Nerius (64,05 m) und Menéndez (63,35 m). Damit hatte der Speerwurf der Frauen von Beginn an ein hohes Niveau. In den Runden zwei bis fünf gab es keine Veränderungen in der Rangfolge – Abakumowa (69,08 m) und Špotáková (67,04 m) trugen dabei mit weiten Würfen zum hohen Level des Wettbewerbs bei. In der sechsten und letzten Versuchsreihe gab es noch einmal starke Leistungen. Nerius warf den Speer auf 65,29 m. Die führende Abakumowa steigerte sich auf 70,78 m. Dennoch verlor sie Spitze, denn Špotáková setzte diesem Wettbewerb mit 71,42 m die Krone auf. Damit erzielte sie einen neuen Europarekord und verfehlte Menéndez' Weltrekord nur um 28 Zentimeter.
Barbora Špotáková war Olympiasiegerin und Marija Abakumowa hatte für acht Jahre Platz zwei inne, bis ihr der Einsatz verbotener leistungssteigernder Mittel nachgewiesen wurde. So gewann Christina Obergföll Silber und damit die einzige Medaille für das deutsche Leichtathletikteam überhaupt bei diesen Spielen. Goldie Sayers wurde für ihren Landesrekord mit einer späten Bronzemedaille belohnt. Platz vier belegte Steffi Nerius vor der nicht mehr ganz so starken Osleidys Menéndez. Sechste wurde die Polin Barbara Madejczyk und auf Platz sieben kam die dritte deutsche Werferin Katharina Molitor vor der Spanierin Mercedes Chilla.
Barbora Špotáková gewann die erste Goldmedaille für Tschechien im Speerwurf der Frauen. Dana Zátopková, die 1952 in Helsinki Gold und 1960 in Rom Bronze errungen hatte, war noch für die Tschechoslowakei gestartet.

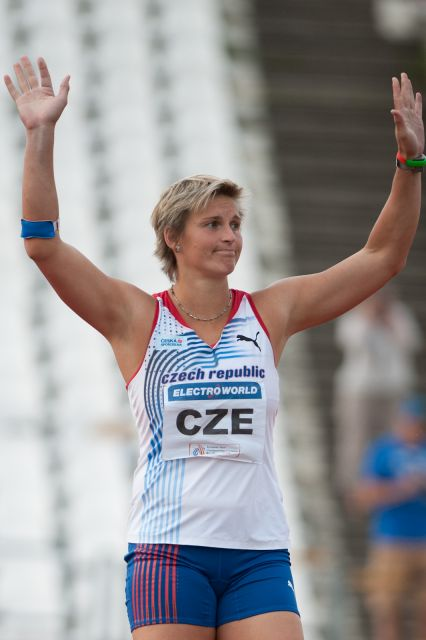
Mit neuem Europarekord wurde Barbora Špotáková Olympiasiegerin
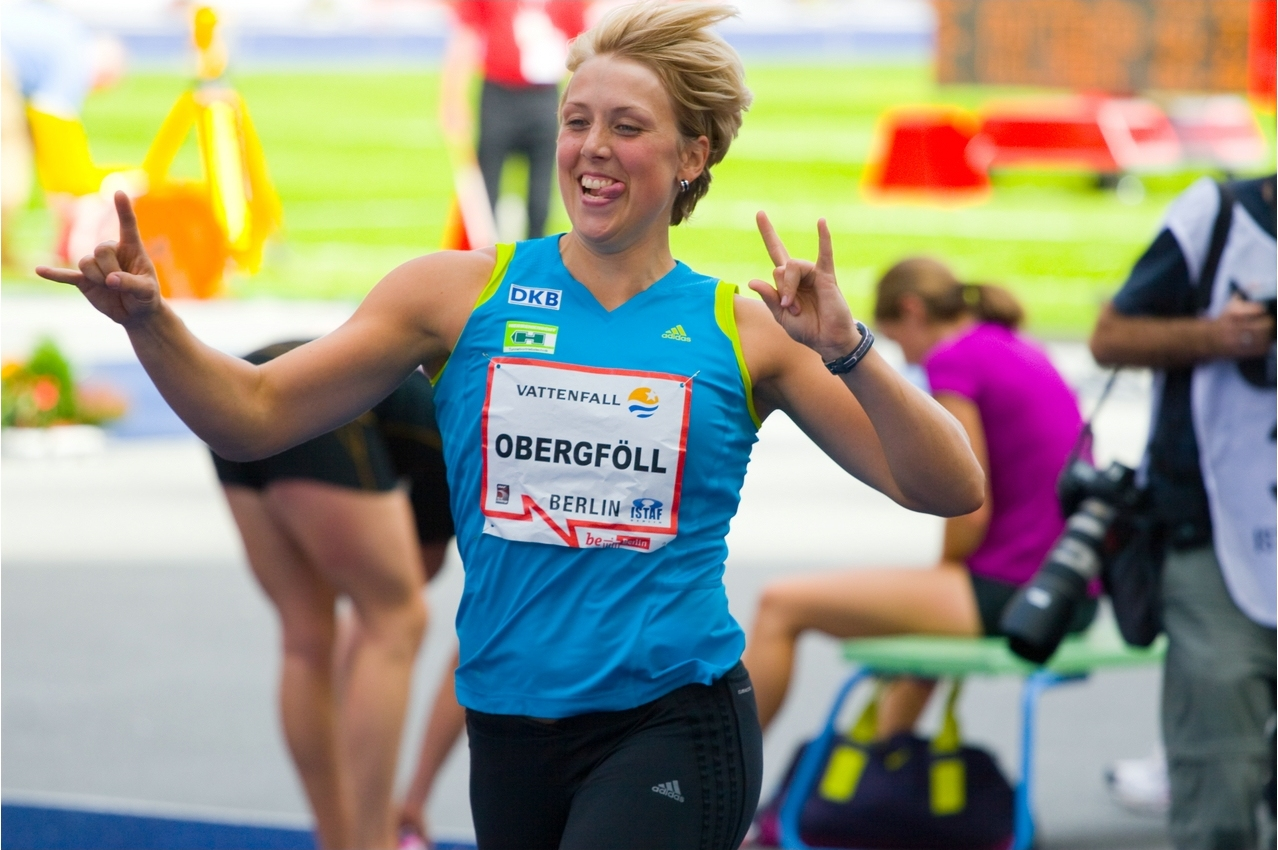
Christina Obergföll gewann mit ihrer Silbermedaille die einzige Leichtathletikmedaille für Deutschland bei diesen Spielen
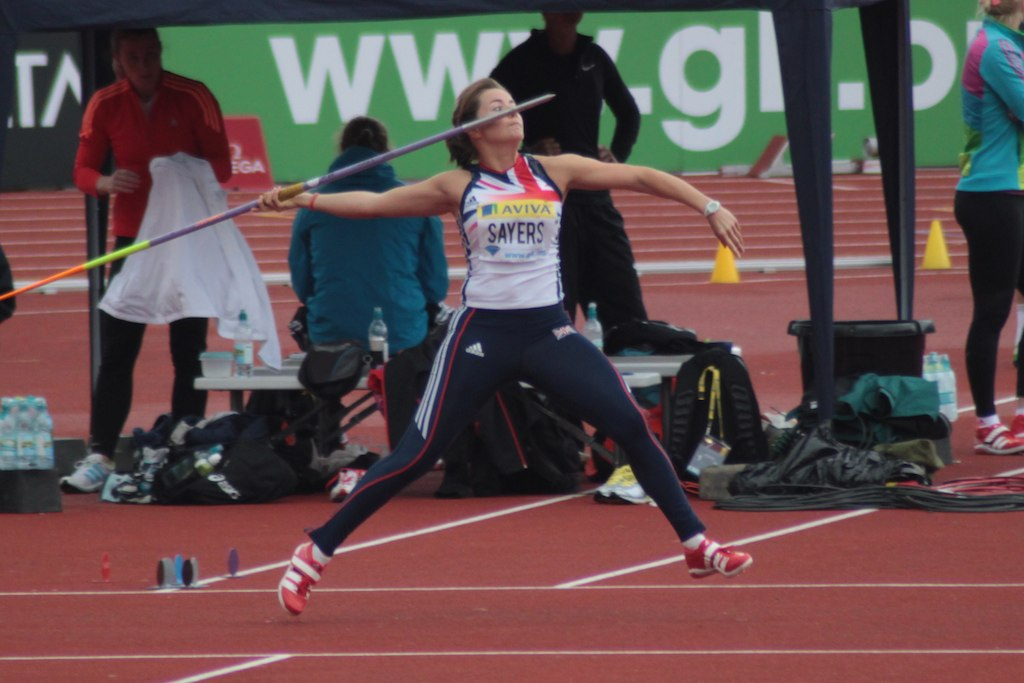
Bronzemedaillengewinnerin Goldie Sayers

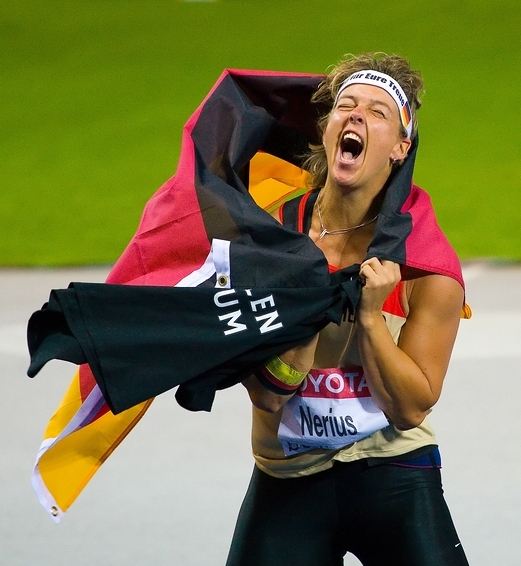
Steffi Nerius (hier nach ihrem Weltmeistertitel 2009) belegte Rang vier
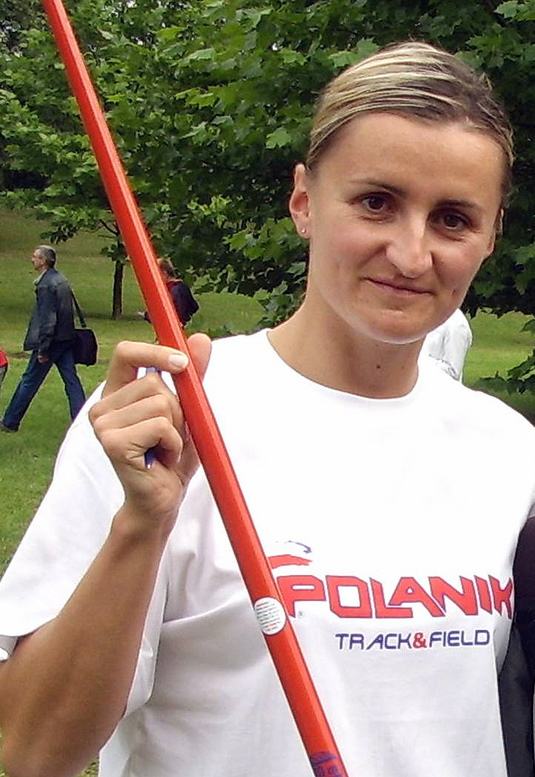
Barbara Madejczyk belegte Rang sechs
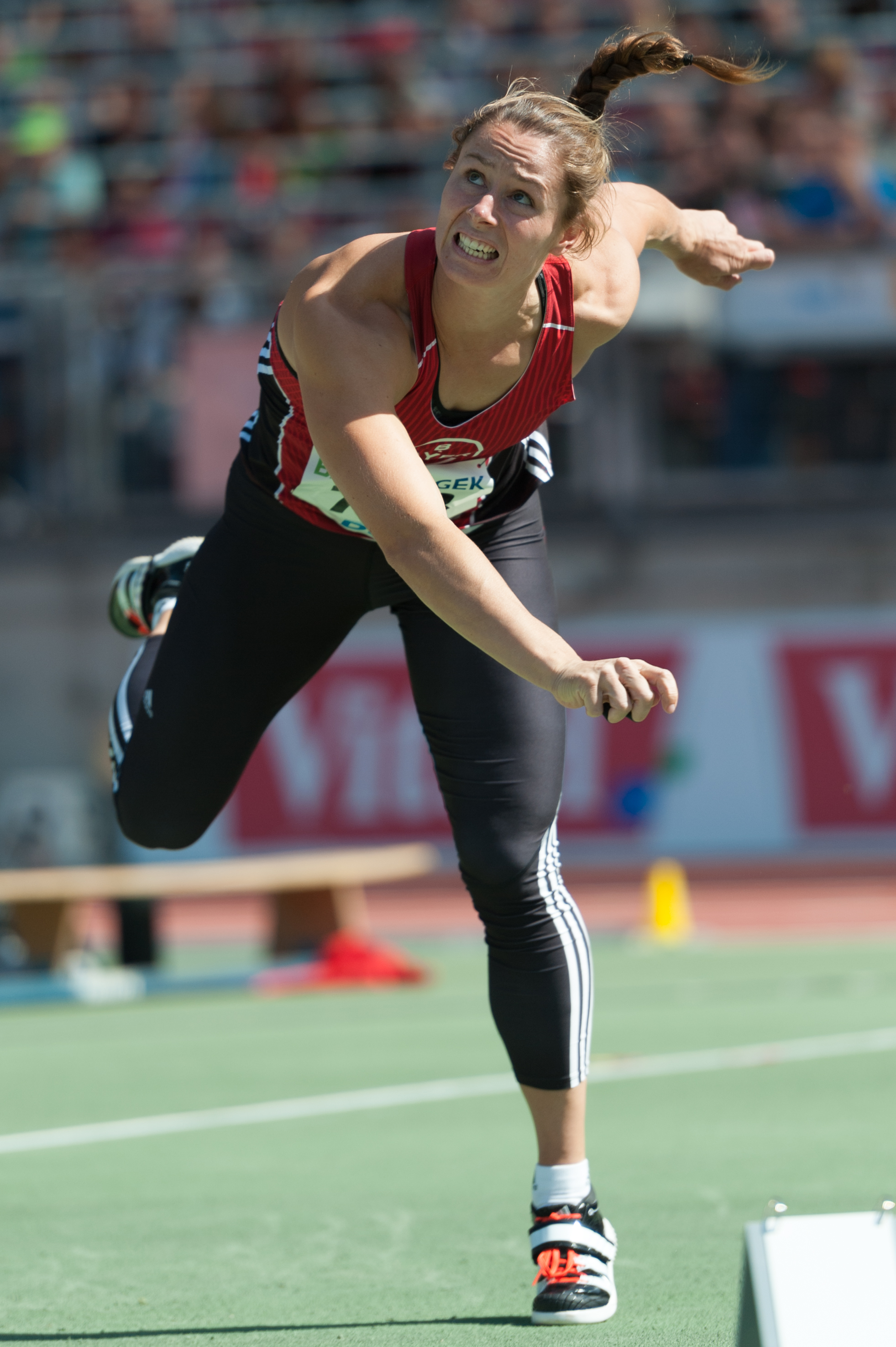
Katharina Molitor erreichte Platz sieben

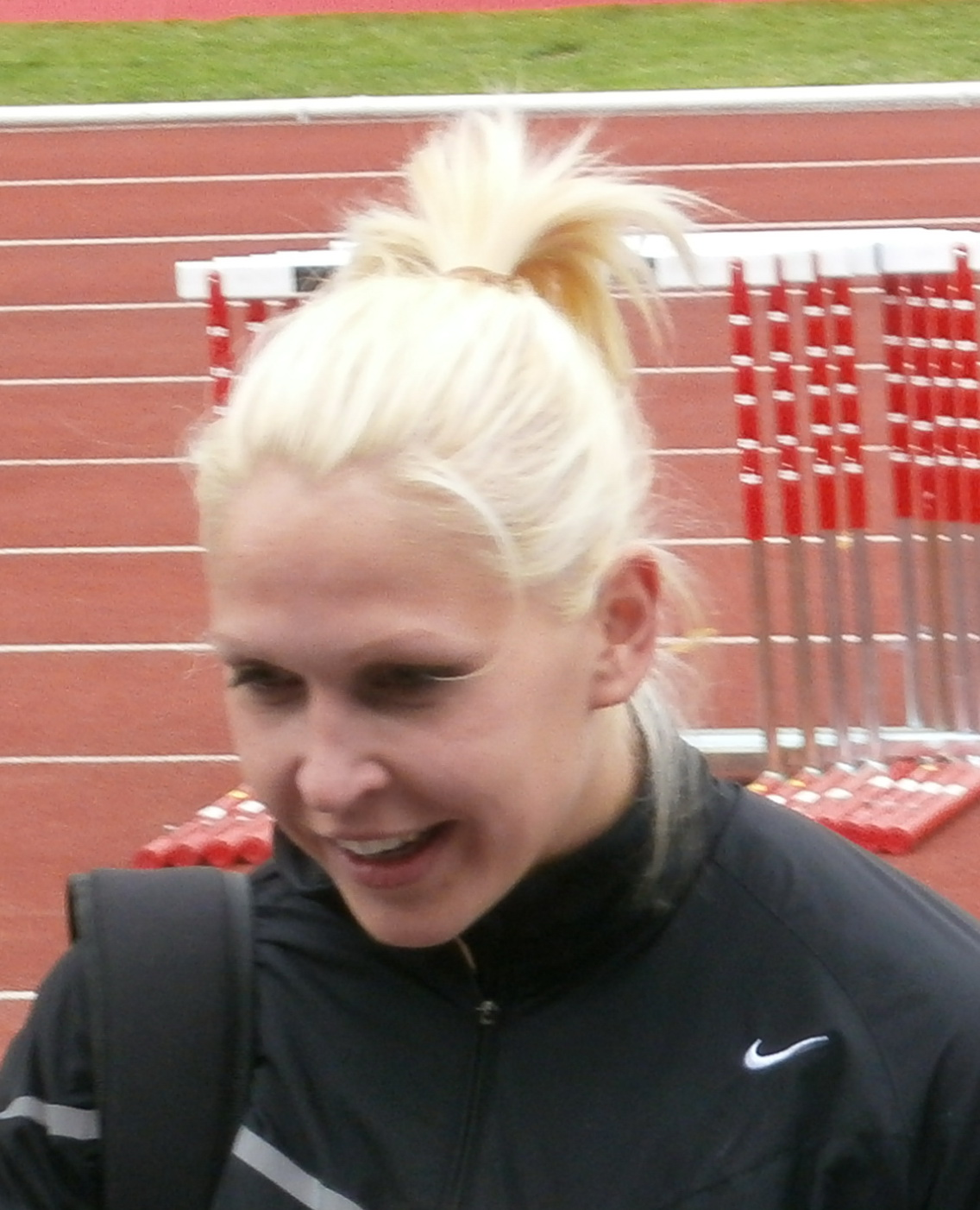
Rang zehn für Sinta Ozoliņa, die in der Qualifikation einen lettischen Landesrekord aufgestellt hatte
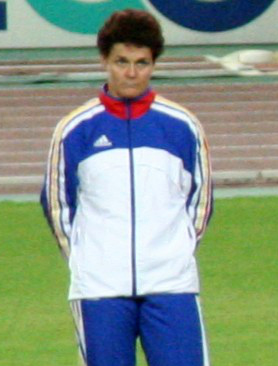
Felicia Țilea-Moldovan kam auf den elften Platz
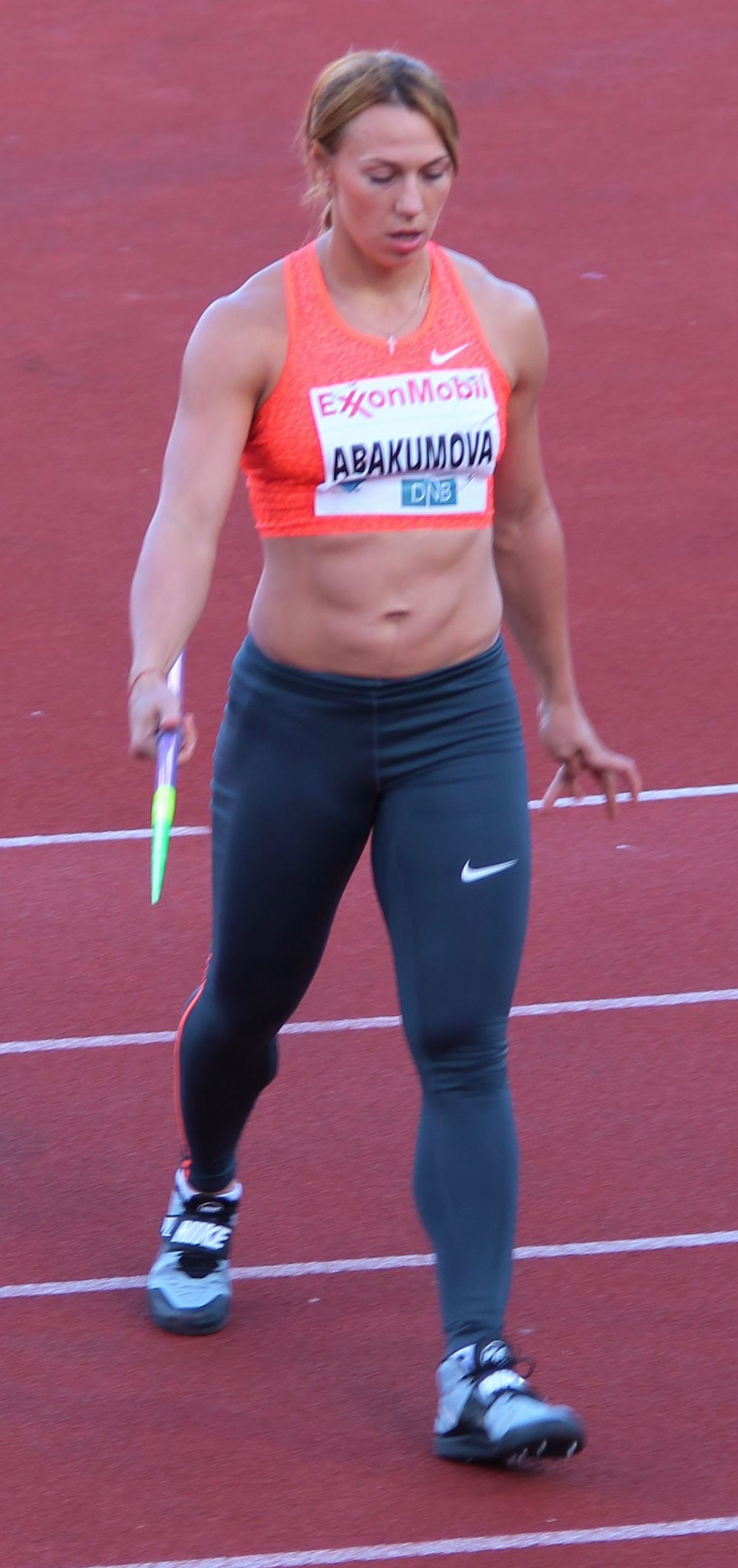
Marija Abakumowa – gedopt und disqualifiziert

## Video
- Athletics - Women's Javelin - Final - Beijing 2008 Summer Olympic Games, youtube.com, abgerufen am 19. März 2022